# Акінезія
Акінезія (грец. α — без та грец. κινησις— рух) — стан, що характеризується нездатністю виконувати клінічно помітний рух. Акінезія є найбільш екстремальною формою гіпокінезії. Акінетичні стани пов'язані з численними етіологічними причинами, які можуть відрізнятися в залежності від віку пацієнта. У дорослих акінезія може проявлятися як самостійний синдром або як наслідок нейродегенеративних розладів. Прояви акінезії, помічені антенатально або неонатально, пов’язані з синдромом акінезії плода.

## Вступ
Терміни акінезія, гіпокінезія та брадикінезія зазвичай використовуються для опису широкого діапазону рухових дисфункцій, характерних для хвороби Паркінсона та інших нейродегенеративних розладів. За етимологією акінезія означає повну відсутність рухів, гіпокінезія — зниження амплітуди рухів, а брадикінезія — сповільненість виконання рухів. Однак розвиток термінології з часом привів до певної непослідовності у її вживанні в науковій літературі. Найбільш проблематичним терміном серед зазначених рухових розладів є акінезія, яка на клінічному рівні часто використовується в якості синоніму до брадикінезії або гіпокінезії.
Марк Галлетт, невролог, який досліджував фізіологію людських рухів та рухових розладів, запропонував визначати акінезію на поведінковому рівні за часом, необхідним для початку руху. Іншими словами, акінезія це занадто повільна або невдала ініціація руху, що може повністю його унеможливлювати. В той час як брадикінезія — уповільнення рухів, що тривають.
Також акінезію не слід плутати з паралічем, який виникає через порушення іннервації м'язів.
Крім акінезії, людина може одночасно відчувати симптоми брадикінезії, дискінезії та дизартрії.

## Клінічні прояви
Акінезія визначається як нездатність виконувати клінічно помітні фізичні рухи. Це може проявлятися різними способами, наприклад:
- Ригідністю м’язів (часто починається в шиї та ногах)
- Ригідністю обличчя
- Раптовим завмиранням в середині дії
- Раптовою нездатністю рухатися під час ходьби («завмирання ходьби»)[9]

При акінезії спостерігається нездатність швидкого накопичення достатньої сили для початку руху.

## Етіологія
Акінезія у дорослих пацієнтів може бути пов’язана з такими станами, як прогресуючий над’ядерний параліч (також відомий як синдром Стіла-Річардсона-Ольшевського), Хвороба Паркінсона, множинна системна атрофія, нормотензивна гідроцефалія. Акінезія також може проявлятися при важких випадках гіпотереозу (коли низький рівень гормонів щитоподібної залози може різко зменшити кількість дофамінергічних нейронів) або через побічні дії деяких антипсихотичних препаратів.
Послідовність деформації акінезії плода (Fetal akinesia deformation sequence, FADS) — це стан, що характеризується зниженням рухливості плода (акінезія плода), затримкою внутрішньоутробного розвитку, множинними контрактурами суглобів, аномаліями обличчя, недорозвиненням легенів (гіпоплазія легень) та іншими аномаліями розвитку. Цей стан не є специфічним синдромом, а скоріше описом групи аномалій, що є наслідком акінезії плода. Близько 30% немовлят з цим станом народжуються мертвими; багато живонароджених немовлят помирають через ускладнення гіпоплазії легень. У деяких випадках FADS може успадковуватися за аутосомно-рецесивним типом й іноді може бути викликаний мутаціями в генах RAPSN або DOK7.

## Оцінка
Визначення акінезії у дорослих пацієнтів переважно клінічне та пов'язане з оцінкою виконання рухових команд. Нейровізуалізаційні дослідження, які використовуються для оцінки акінезії, включають:
- Магнітно-резонансну томографію (МРТ)
- Функціональну МРТ
- Однофотонну емісійну комп'ютерну томографію
- Позитрон-емісійну томографію

Передбачуваний діагноз акінезії плода можливий після отримання нормального каріотипу та виключення інших захворювань. Антенатальну УЗД-діагностику можна проводити вже на 12 тижні вагітності після клінічних проявів уповільнених рухів плода, фіксованого положення кінцівок.

## Лікування
Лікування акінезії у дорослих зазвичай є симптоматичним та полягає в контролі за прогресуванням основного захворювання. Медикаментозна терапія у пацієнтів з хворобою Паркінсона в основному спрямована на модифікацію порушеного вивільнення дофаміну за допомогою антоганістів дофаміну, інгібіторів моноаміноксидази B, дигідрофенілаланіну та інших препаратів. 
Також можлива фізіотерапія, що включає вправи на розвиток ходи, рівноваги, координації. 
Найбільш вивченою інвазивною процедурою, яка допомагає в лікуванні акінезії, є глибока стимуляція мозку, яка зазвичай використовується для покращення секреції дофаміну та зменшення симптомів тремору.
Лікування акінезії плода є підтримуючим та включає цілий комплекс заходів: допомогу реаніматологів, медикаментозне лікування підвищеного легеневого тиску, використання антимікробних засобів, лікування протисудомними препаратами, гормональну терапію тощо.

## Прогноз
Акінезія у дорослих не має специфічної медикаментозної терапії, але симптоматичне лікування може значно покращити якість життя пацієнтів. Легкий варіант акінезії не може безпосередньо призвести до смерті, важкі форми акінетичних розладів можуть спричинити дисфагію, вегетативну дисфункцію та аспірацію, що може призвести до летальних випадків. 
Синдром акінезії плода в основному є летальним у внутрішньоутробному періоді, близько 30% дітей народжуються мертвими. Остаточний прогноз залежить від основної причини. Більшість живонароджених немовлят зазвичай помирає протягом першого місяця життя. Це може виправдати пропозицію про пізнє переривання вагітності в країнах, де це дозволено. Також важливим є спостереження під час наступних вагітностей. Ризик рецидиву становить від 0% до 25%.